# Spoorlijn Cloppenburg - Landesgrenze
De spoorlijn Cloppenburg - Landesgrenze, was een Duitse spoorlijn tussen Cloppenburg richting de Pruisische grens nabij Werlte.

## Geschiedenis
Het traject werd door het Bahnverband Cloppenburg in drie gedeeltes geopend, van Cloppenburg naar Kleinen Ging op 11 januari 1900, van Kleinen Ging naar Lindern op 1 november 1900 en het resterende gedeelte van Lindern naar Landesgrenze op 1 februari 1903. De resterende 2,5 kilometer naar Werlte is nooit gebouwd waardoor er geen aansluiting was op de spoorlijn Lathen - Werlte, die toen ook een spoorbreedte van 750 mm had. Op 15 april 1953 is de lijn gesloten en daarna opgebroken.